# Gross Island
Gross Island – niezamieszkana wyspa w Zatoce Frobishera, w Archipelagu Arktycznym, w regionie Qikiqtaaluk, na terytorium Nunavut, w Kanadzie. W pobliżu Gross Island położone są wyspy: Palmer Island, Potter Island, Halford Island.